# Frederick Chiluba

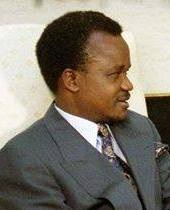
Frederick Chiluba (1992)

Frederick Jacob Titus Chiluba (* 30. April 1943 in Kitwe; † 18. Juni 2011 in Lusaka) war von 1991 bis 2002 der zweite Präsident Sambias.

## Leben
Er wuchs als Sohn von Jacob Titus Chiluba Nkonde und Diana Kaimba in Ndola auf, wo er die Kawambwa Secondary School besuchte. Später machte er seinen Abschluss per Fernstudium und studierte danach Volkswirtschaft in den USA und in damals kommunistischen Staaten, darunter in der DDR. Er arbeitete als Sekretär, bevor er Buchhalter bei Atlas Copco in Ndola wurde, wo er der National Union of Building, Engineering and General Workers (NUBEGW) beitrat und sich dort zum Vorsitzenden hocharbeitete.
Er gewann den Vorsitz über Sambias Kongress der Gewerkschaften (ZCTU). Chiluba und einige andere Führungskräfte der ZCTU wurden 1981 auf Befehl des damaligen Präsidenten Kenneth Kaunda inhaftiert, nachdem sie einen Streik ausgerufen hatten, der den Großteil der sambischen Wirtschaft lahmlegte. Sie wurden freigelassen, nachdem Richter die Festnahmen als verfassungswidrig angesehen hatten. 1987 konnte er seinen Vorsitz in der NUBEGW verteidigen.

## Politik
1990 war er an der Gründung des Movement for Multi-Party Democracy (etwa: „Bewegung für Mehrparteiendemokratie“) beteiligt, einer Partei, die sich mit ihm als Präsidentschaftskandidat am 31. Oktober 1991, bei den ersten Mehrparteienwahlen seit der Unabhängigkeit Sambias 1964, erfolgreich gegen den bereits 27 Jahre amtierenden moderat-sozialistischen Autokraten Kenneth Kaunda durchsetzen konnte. Chiluba nahm die Amtsgeschäft am 2. November desselben Jahres auf und entschied sich entgegen seinen Wahlversprechen für die Errichtung einer „virtuellen Demokratie“. Die gewählte Regierung Chiluba ließ kritische Journalisten verhaften und politische Gegner internieren und instrumentalisierte mysteriöse Bombenanschläge, um nationale Ausnahmezustände auszurufen. Sie konnte sich 1996, trotz eines Gerichtsverfahrens, den Geburtsort Chilubas und somit auch seine Wählbarkeit betreffend, eine zweite Amtsperiode sichern. Chiluba denunzierte Kaunda als Malawier und versuchte, ihn deportieren zu lassen. Er fügte der sambischen Verfassung eine Bestimmung hinzu, die vorschrieb, dass beide Elternteile eines Präsidentschaftskandidaten geborene Sambier sein mussten, um Kaunda das passive Wahlrecht zu nehmen.
Einige Kandidaten der Wahl 1996 stellten seine Wählbarkeit daraufhin in Frage, indem sie behaupteten, dass Chiluba oder sein Vater in Zaire geboren worden war. Es besteht jedoch kein Zweifel daran, dass er im Copperbelt Sambias aufwuchs.
Ende des Jahres 2001 ließen sich Chiluba und seine Frau Vera, mit der er neun Kinder hatte, scheiden. Trotz der überwältigenden Mehrheit seiner Partei im Parlament konnte er einen Verfassungszusatz, der ihm eine dritte Amtszeit gestattet hätte, nicht durchsetzen. Die Präsidentschaft übernahm am 2. Januar 2002 der frühere Vizepräsident Levy Mwanawasa. Obwohl Chiluba seinen Aufstieg als Sozialist begann, entwickelte sich seine Politik unter dem Druck von IWF und Weltbank zusehends zur freien Marktwirtschaft hin.

## Politisches Erbe
Auf politischer Ebene hinterließ Chiluba ein durchwachsenes Erbe. Wie sein Vorgänger Kaunda gab er die Macht zwar widerwillig ab, aber ohne einen gewalttätigen Konflikt oder einen Staatsstreich heraufzubeschwören. Die Existenz einer regierungskritischen Presse unterschied Chilubas Sambia sowohl von dem der Regierungszeit Kaundas als auch von vielen anderen afrikanischen Ländern. Er half, ein Friedensabkommen im Krieg des Nachbarstaates Kongo zu vermitteln, konnte aber der eskalierenden Kriminalität und Armut in Sambia nicht Einhalt gebieten. Im letzten Jahr seiner Präsidentschaft war er auch Vorsitzender der Organisation für Afrikanische Einheit. Nach seiner Ablösung als Staatspräsident wurde er Ziel der Antikorruptionskampagne seines Nachfolgers Mwanawasa. So wurde er im Februar 2003 beschuldigt, 40 Millionen Dollar an öffentlichen Mitteln während seiner Amtszeit gestohlen zu haben. Am 4. Mai 2007 sprach ihn ein britisches Gericht deswegen schuldig. Auch in Sambia sollte sich Chiluba, ungeachtet gesundheitlicher Probleme, für ihm vorgeworfene Korruption verantworten.

## Ehrungen
- 1996: Honorary Freeman für Verdienste um die demokratische Kommunalverwaltung (verliehen am 26. April 1996) von der sambischen Stadt Ndola.[6]